# Pensió de Pintura de la Diputació de València
Les Pensions de Pintura de la Diputació de València foren unes ajudes que oferia la Diputació de València des de l'any 1863 per a que els alumnes que se'n beneficiaven, pogueren tindre una estada formativa de fins a quatre anys a l'estranger, destinada a perfeccionar la formació artística de joves promeses valencianes, i en compensació la institució aconseguia obres que passaven a formar part del seu patrimoni pictòric. Tenia format de concurs al que podien optar els alumnes més brillants i amb un excel·lent expedient de quart curs de Belles Arts.
A partir de l'any 1981, les Pensions foren substituïdes per les beques Alfons Roig, amb noves especialitats com instal·lacions, fotografia...) i per les beques d'Estudis Universitaris de Belles Arts.

## Beneficiaris

### Pensió de pintura
- 1863 a Bernat Ferrándiz, amb El Tribunal de les Aigües en València[4]
- 1876 a Ignasi Pinazo i Camarlench[5]
- 1948 a Ricardo Llorens Cifre[6]
- 1949 a Federico Montañana Alba[7]
- 1951 a Vicente Castellano Giner[8]
- 1952 a Joan Genovés Candel, amb Apóstoles y cirialots
- 1956 a Salvador Montesa Manzano[9]
- 1957 a Juan de Ribera Berenguer, especialitat Paisatge, amb l'oli Jardí Botànic[10]
- 1962 a Aurora Valero Cuenca (primera dona en guanyar la Pensió)
- 1965 a Enric Planells amb Vista de Valencia.
- 1966 a Josefina Inglés
- 1968, especialitat Figura a Carmen Mateu[11]
- 1975 a Carmen Lloret Ferrandiz

### Beques de creació i investigació dels Premis Alfons Roig[12]
| Any  | Artistes                        | Modalitat           |
| 1981 | Enric Alfons García             | Pintura             |
| 1981 | Martín Martínez Caballero       | Pintura             |
| 1981 | Jorge Mercé Andreu              | Pintura             |
| 1981 | Francisco Agramunt Lacruz       | Beca d'investigació |
| 1982 | Agustín Moreno                  | Escultura           |
| 1982 | Rafael de Luis Casademunt       | Fotografia          |
| 1982 | Carmen Calvo                    | Pintura             |
| 1982 | Pablo Ramírez                   | Beca d'investigació |
| 1982 | Antoni Prades Llopis            | Beca d'investigació |
| 1983 | Miguel Simón Aznar              | Escultura           |
| 1983 | Jaime Jiménez de Haro           | Pintura             |
| 1983 | Victoria Civera Rodondo         | Pintura             |
| 1983 | Francisco Pina Alegre           | Beca d'investigació |
| 1983 | Amparo Rovira Sánchez           | Beca d'investigació |
| 1984 | Carmen Grau Bernardo            | Pintura             |
| 1984 | Ángeles Marco                   | Escultura           |
| 1984 | Elena del Rivero Zardoya        | Pintura             |
| 1985 | José Pérez Sanleón              | Pintura             |
| 1985 | Amparo Tormo Fernández          | Escultura           |
| 1985 | José Romero Gómez               | Escultura           |
| 1985 | Manuel García García            | Beca d'investigació |
| 1986 | Luis Ángel Fernández Menéndez   | Pintura             |
| 1986 | Emilio José Martínez Arroyo     | Escultura           |
| 1986 | Juan José Barberá Zamora        | Pintura             |
| 1987 | Natividad Navalón Blesa         | Escultura           |
| 1987 | Ricardo Cotanda Ramón           | Escultura           |
| 1987 | Guillermo Aymerich Goyanes      | Pintura             |
| 1987 | José Benlloch Serrano i altres  | Beca d'investigació |
| 1988 | Víctor Blasco Marqués           | Escultura           |
| 1988 | Fernando Machado Baldasano      | Pintura             |
| 1988 | Ana Navarrete Tudela            | Escultura           |
| 1988 | José Miguel García Cortés       | Beca d'investigació |
| 1989 | Carmen Navarrete Tudela         | Escultura           |
| 1989 | Pedro Ortuño                    | Instal·lació        |
| 1989 | Joan Verdú                      | Pintura             |
| 1989 | José Luis Albelda Raga          | Beca d'investigació |
| 1990 | Ana Pastor Asensi               | Escultura/Ceràmica  |
| 1990 | Gregorio Valero González        | Pintura             |
| 1990 | Carmen Ramírez Giménez          | Escultura           |
| 1990 | Constancio Collado Jareño       | Beca d'investigació |
| 1991 | No es convoca                   | No es convoca       |
| 1992 | Marcelo Expósito                | Objectes            |
| 1992 | Francisco López Gómez           | Escultura           |
| 1992 | Carmen Navarrete Tudela         | Beca d'investigació |
| 1993 | Teresa Cebrián                  | Escultura           |
| 1993 | Joël Mestre Froissard           | Pintura             |
| 1993 | Albert Forment i Romero         | Beca d'investigació |
| 1994 | Francisco Javier Garcerà Ruiz   | Pintura             |
| 1994 | Isabel Tristán Tristán          | Pintura             |
| 1994 | Elena Edith Monleón Pradas      | Beca d'investigació |
| 1995 | Evaristo Navarro Segura         | Escultura/Ceràmica  |
| 1995 | Francisco de la Torre           | Pintura             |
| 1995 | Carlos Martínez Barragán        | Beca d'investigació |
| 1996 | Equipo Límite                   | Pintura             |
| 1996 | Olga Adelantado                 | Pintura             |
| 1996 | Virginia Villaplana Ruiz        | Beca d'investigació |
| 1997 | No es convoca                   | No es convoca       |
| 1998 | Silvia Sempere Ripoll           | Instal·lació        |
| 1998 | Susana Rodríguez/Leonardo Gómez | Pintura             |
| 1998 | José Miguel Chuliá Caramés      | Beca d'investigació |
| 1999 | Juan Cuéllar                    | Pintura             |
| 1999 | Víctor Bastida/Teresa Marín     | Pintura             |
| 2000 | Oliver Johnson                  | Pintura             |
| 2000 | Encarna Sepúlveda               | Pintura             |
| 2000 | Ángeles Parejo Sánchez          | Beca d'investigació |
| 2001 | No es convoca                   | No es convoca       |
| 2002 | Carolina Ferrer Juan            | Pintura             |
| 2002 | Carlos Domingo Redón            | Pintura/Objectes    |
| 2004 | Tania Blanco                    |                     |
| 2004 | Adolfo Siurana                  |                     |